# Рикельме, Карлос
Карлос Рикельме (исп. Carlos Riquelme; 13 мая 1914, Мехико — 17 мая 1990, Мехико) — мексиканский актёр.

## Биография
Родился 13 мая 1914 года в Мехико. С первых лет жизни мечтал об актёрской карьере, но окончив университет мечтал также и о преподавательской карьере. В 1930-х годах XX века он стал преподавателем права и философии в университете UNAM, играл в университетском театре, заведующим которого был Хулио Брачо. Актёрами университетского театра UNAM были его сотрудники — Карлос Лопес Мостесума, Исабела Корона и Томас Перрин. Хулио Брачо вместе с 4 сотрудниками университета вышли за рамки учебного заведения, основав в 1936 году театр, а в 1939 году снялись в кино. Тем временем, его больше потянуло к актёрской карьере и он оставил преподавательскую карьеру. В большом кино дебютировал в 1940 году, за свою карьеру он снялся в 166 работах в кино (в том числе и в 10 сериалах). В странах бывшего СССР знаменит благодаря роли Хустино Агилара в телесериале «Моя вторая мама».
Скончался 17 мая 1990 года в Мехико в возрасте 76 лет, из-за ишемической болезни сердца.

## Фильмография

### Мексика

#### Фильмы

##### Фильмы «Золотой эпохи мексиканского кинематографа»
- 1943 — Дикий цветок — Сура.
- 1949 — Нелюбимая — Норберто.
- 1949 — Не так страшен чёрт, как его малюют
- 1950 — Панчо Вилья возвращается
- 1951 — Отсутствие — Месанисо.
- 1952 — Акапулько
- 1952 — Всегда твой
- 1952 — Следуй за сердцем
- 1953 — Репортаж — Маркес, помощник отца.
- 1953 — Мальчик и туман — Профессор.
- 1954 — Почему меня не любишь больше
- 1954 — Молодой Хуарес — Дон Антонио Маса.
- 1955 — Попытка преступления — Комиссар.
- 1955 — Тень Крус Дьябло
- 1956 — Тайная любовница
- 1956 — Боевой шок — шеф полиции
- 1957 — Похитители тел — Дон Панчито.
- 1958 — Тайны чёрной магии — Профессор Элосио Техеда.

###### В титрах не указан
- 1956 — Корзина мексиканских сказок — Доктор.

##### Фильмы последующих лет
- 1963 — Приведите мне вампира
- 1965 — Сеньор доктор — Администратор госпиталя.
- 1966 — Куэрнавака весной
- 1967 — Его превосходительство — Президент республики Пепеславия.
- 1969 — Кихот без пятна — Судья.
- 1978 — Патрульный 777 — Делегат.
- 1981 — В бурю
- 1981 — Тщательная преступность
- 1984 — У подножия вулкана — Бустаманте.
- 1984 — Всегда в воскресенье
- 1988 — Я хотела быть мужчиной — Доктор.

#### Сериалы

##### Televisa
- 1966 — Пас — Абундио
- 1969 — Ростовщик — Хосе Куэвас
- 1969 — У алтаря и могилы
- 1970 — Конституция
- 1972—74 — Братья Корахе — доктор Масиель
- 1974 — Чудесный источник
- 1982 — Люби меня всегда — Рамон
- 1983 — Свадьбы ненависти — Иван
- 1988 — Грех Оюки — Джон
- 1989 — Моя вторая мама — Хустино Агилар

### США

#### Фильмы
- 1956 — Боевой шок — Начальник полиции.

#### Сериалы

##### Сериалы свыше 2-х сезонов
- 1951-59 — Театр звёзд Шпица (8 сезонов)

## Награды и премии
| Премия   | Год вручения | Номинация           | Фильм               | Результат |
| -------- | ------------ | ------------------- | ------------------- | --------- |
| «Ариэль» | 1955         | Лучший актёр        | «Молодой Хуарес»    | Номинация |
| «Ариэль» | 1958         | Лучшая мужская роль | «Сладкий противник» | Номинация |
| «Ариэль» | 1981         | Актёр               | «В бурю»            | Номинация |

## Интересные факты
- Карлос Рикельме владел не только испанским языком, но и английским, французским и итальянским языками в связи с чем снимался не только в Мексике, а также в Голливуде и европейских странах.